# 日本アイスホッケーリーグ
日本アイスホッケーリーグ
1. 1966年から2004年まで存在した日本のアイスホッケー大会。
2. 2005年から始まった日本のアイスホッケー地域リーグ。現在はJアイス・ノース・ディビジョン、Jアイス・ウエスト・ディビジョン、Jアイス・イースト・ディビジョン、Jアイス・セントラル・ディビジョン、Jアイス・サウス・ディビジョン、Jアイス・ノースイースト・ディビジョン、および各ディビジョンの優勝チームによるJアイス・プレーオフが行われている。Jアイス・リーグを参照。

本項では1.について詳述する。
日本アイスホッケーリーグ（Japan Ice Hockey League）は、1966年から2004年まで存在した日本のアイスホッケー大会である。

## 概要
1966年（昭和41年）に5チーム（西武鉄道、王子製紙、古河電工、岩倉組、福徳相互銀行）でスタートした。日本の全国規模の社会人スポーツリーグではプロ野球、サッカーに次いで3番目、ウィンタースポーツとしては初のリーグ戦だった。
1972年（昭和47年）に福徳相互銀行が廃部になったが、西武鉄道を分割し国土計画（後のコクド）を設立し、チーム数を維持した。1974年（昭和49年）に十條製紙（後の日本製紙）が加盟し、6チーム体制となる。1979年に岩倉組が廃部となるが、雪印がチームをそのまま引継いだ。
リーグ戦開始当初は5チームによる2-3回総当り（年度による）で行われたが、その後リーグのレベルアップを図るため1981年シーズンから6回総当りに変更したが、優勝チームが圧倒的な強さを見せ付ける傾向からリーグ戦の終盤の試合の質を落とす懸念を考慮し、1990年からプレーオフ（ポストシーズン）制度（すべて5戦3勝制）をスタートさせる。これは6回戦総当りのリーグ戦を予選リーグとし、その上位3チームで争う仕組み。原則として1位は決勝戦へ、2位と3位は準決勝を争って決勝進出チームを決める。ただし3位のチームは1位のチームからみて勝ち点10以上の差が付いた場合にはプレーオフ出場資格を失い、1位と2位による決勝戦のみ行うというものだった。
さらに1994-95年シーズンと1995-96年シーズンの2回は2ステージ制を導入。6回総当りを前期・後期各3回に分け行い、それぞれのステージ1位のチームが決勝戦（5戦3勝制）を戦う。（同じチームが1位となった場合はそのチームの優勝）
1996-97年シーズン以後再び1シーズン制に戻し、プレーオフも上位4チームに出場枠を変更。1位と4位、2位と3位が準決勝を行い、その勝者同士で決勝戦を行う仕組みにした。
1999年（平成11年）には古河電工が廃部となるが、クラブチーム、HC日光アイスバックスを設立し、チームを引き継いだ。2001年（平成13年）には、前年の2000年（平成12年）に集団食中毒事件を起こした雪印が廃部となるが、クラブチーム、札幌ポラリスがチームを引き継いだ。しかし、その札幌ポラリスも運営資金不足などを理由に、わずか1年で休部となり、2002年シーズンは28年ぶりに5チームでのリーグとなる。
さらに2003年（平成15年）に西武鉄道が廃部となり、コクドに一本化されチーム数は4チームとなった。リーグ戦はこれに伴って1シーズン制＋決勝トーナメントの方式から8年ぶりに2シーズン制（8回総当りを前・後期各4回ずつに区切る。各ステージの1位チーム同士で5戦3勝制のプレーオフを行う。ただし、同一チームが1位となった場合についてはそのチームの年間優勝となり決勝戦は行わない）に変更された。このシーズンは、フジテレビで放送された「月9ドラマ　プライド」の影響で観客動員数が一時的に増加したが、ドラマのクライマックスと重なる3月に予定していたプレーオフがコクドが前後期とも1位となったため開催されなかったこともあり、短期的な現象に終わった。
2003〜2004年シーズンからは日本リーグとは別に韓国のチーム、ハルラ・ウィニアを加えた5チーム（4回総当たり）で「アジアリーグアイスホッケー」を開催した。北米2カ国（アメリカ合衆国とカナダ）をまたぐナショナルホッケーリーグ(NHL)を範にとり、アジア各国の強豪チームを集結させた大会を目指しており、2004〜2005年シーズンからアジアリーグに3チームが新規加盟し規模が拡大されたことにより日本リーグは廃止となった。

## 歴代優勝チーム
| 年度    | 優勝チーム      |
| ------- | --------------- |
| 1966-67 | 岩倉組 (1)      |
| 1967-68 | 岩倉組 (2)      |
| 1968-69 | 王子製紙 (1)    |
| 1969-70 | 王子製紙 (2)    |
| 1970-71 | 西武鉄道 (1)    |
| 1971-72 | 西武鉄道 (2)    |
| 1972-73 | 西武鉄道 (3)    |
| 1973-74 | 王子製紙 (3)    |
| 1974-75 | 国土計画 (1)    |
| 1975-76 | 西武鉄道 (4)    |
| 1976-77 | 西武鉄道 (5)    |
| 1977-78 | 国土計画 (2)    |
| 1978-79 | 西武鉄道 (6)    |
| 1979-80 | 王子製紙 (4)    |
| 1980-81 | 西武鉄道 (7)    |
| 1981-82 | 王子製紙 (5)    |
| 1982-83 | 王子製紙 (6)    |
| 1983-84 | 王子製紙 (7)    |
| 1984-85 | 王子製紙 (8)    |
| 1985-86 | 国土計画 (3)    |
| 1986-87 | 王子製紙 (9)    |
| 1987-88 | 王子製紙 (10)   |
| 1988-89 | 国土計画 (4)    |
| 1989-90 | 王子製紙 (11)   |
| 1990-91 | 王子製紙 (12)   |
| 1991-92 | 国土計画 (5)    |
| 1992-93 | コクド (6)      |
| 1993-94 | 新王子製紙 (13) |
| 1994-95 | コクド (7)      |
| 1995-96 | 西武鉄道 (8)    |
| 1996-97 | 西武鉄道 (9)    |
| 1997-98 | コクド (8)      |
| 1998-99 | コクド (9)      |
| 1999-00 | 西武鉄道 (10)   |
| 2000-01 | コクド (10)     |
| 2001-02 | コクド (11)     |
| 2002-03 | コクド (12)     |
| 2003-04 | コクド (13)     |